# Антоней Ґейпін
Антоней Ґейпін (нід. Anthonij Guépin, 2 травня 1897 — 13 серпня 1964) — нідерландський яхтсмен.
Бронзовий призер Олімпійських Ігор 1924 року в класі 6 метрів.